# Dicranopselaphus emmanueli
Dicranopselaphus emmanueli is een keversoort uit de familie keikevers (Psephenidae). De wetenschappelijke naam van de soort werd in 1918 gepubliceerd door Maurice Pic.